# Список эпизодов телесериала «Однажды в сказке»
Список эпизодов американского сериала «Однажды в сказке» в жанре фэнтези, премьера которого состоялась 23 октября 2011 года на телеканале ABC.

## Сюжет
Сюжет разворачивается в двух мирах — в современном, в нашем мире, и в сказочном, где существуют все известные нам сказочные персонажи.
Главная героиня — 28-летняя Эмма Свон (Дженнифер Моррисон) — сирота, родители бросили её ещё младенцем. Но её жизнь сильно меняется, в тот момент, когда её сын Генри (Джаред Гилмор), от которого она отказалась 10 лет назад, находит Эмму. Он говорит, что Эмма является дочерью Прекрасного Принца (Джошуа Даллас), Белоснежки (Джиннифер Гудвин). Разумеется, у Генри нет никаких сомнений в своей правоте. Он рассказывает Эмме, что согласно его Книге Сказок, родители отправили Эмму в этот мир, чтобы защитить от Проклятия Злой королевы (Лана Паррия), которая в этом мире является приемной матерью Генри. Проклятие перенесло всех жителей Зачарованного Леса в наш мир, в город Сторибрук, и заставило время в городе остановиться навсегда…
Спустя некоторое время, Эмма привязывается к Генри и странному городу, жители которого просто «не помнят», кем они были в прошлом. Однако, стоит только протянуть руку, и сказка оживет. Чтобы одержать победы в битве за будущее двух миров, Эмме придется научиться верить…

## Обзор сезонов
| Сезон | Сезон | Эпизоды | Оригинальная дата выхода | Оригинальная дата выхода | Рейтинг Нильсена   | Рейтинг Нильсена | Рейтинг Нильсена     | Рейтинг Нильсена |
| Сезон | Сезон | Эпизоды | Премьера сезона          | Финал сезона             | Зрители (миллионы) | Ранк             | 18-49 (рейтинг/доля) | Ранк 18-49       |
| ----- | ----- | ------- | ------------------------ | ------------------------ | ------------------ | ---------------- | -------------------- | ---------------- |
|       | 1     | 22      | 23 октября 2011          | 13 мая 2012              | 11,71              | 28               | 4,1/10               | 18               |
|       | 2     | 22      | 30 сентября 2012         | 12 мая 2013              | 10,24              | 35               | 3,6/9                | 18               |
|       | 3     | 22      | 29 сентября 2013         | 11 мая 2014              | 9,38               | 35               | 3,3/8                | 12               |
|       | 4     | 23      | 28 сентября 2014         | 10 мая 2015              | 8,98               | 50               | 3,2/7                | 17               |
|       | 5     | 23      | 27 сентября 2015         | 15 мая 2016              | 6,32               | 69               | 2,2                  | 34               |
|       | 6     | 22      | 25 сентября 2016         | 14 мая 2017              | 4,39               | 105              | 1,5/5                | 70               |
|       | 7     | 22      | 6 октября 2017           | 18 мая 2018              | 3,41               | 120              | 0,9                  | 115              |

## Список серий

### Сезон 1 (2011-12)
| № общий | № в сезоне | Название                                                    | Режиссёр             | Автор сценария                              | Дата премьеры   | Зрители в США (млн) |
| ------- | ---------- | ----------------------------------------------------------- | -------------------- | ------------------------------------------- | --------------- | ------------------- |
| 1       | 1          | «Pilot» «Пилотная серия»                                    | Марк Майлод          | Эдвард Китсис и Адам Хоровиц                | 23 октября 2011 | 12,93               |
| 2       | 2          | «The Thing You Love Most» «То, что мы больше всего любим»   | Грег Биман           | Эдвард Китсис и Адам Хоровиц                | 30 октября 2011 | 11,74               |
| 3       | 3          | «Snow Falls» «Снегопад»                                     | Дин Уайт             | Лиз Тайглаар                                | 6 ноября 2011   | 11,45               |
| 4       | 4          | «The Price of Gold» «Цена золота»                           | Дэвид Соломон        | Дэвид Х. Гудман                             | 13 ноября 2011  | 11,36               |
| 5       | 5          | «That Still Small Voice» «Этот тихий голос»                 | Пол Эдвардс          | Джейн Эспенсон                              | 27 ноября 2011  | 10,66               |
| 6       | 6          | «The Shepherd» «Пастух»                                     | Виктор Нелли         | Эндрю Чамблис и Йен Голдберг                | 4 декабря 2011  | 9,61                |
| 7       | 7          | «The Heart Is a Lonely Hunter» «Сердце — одинокий скиталец» | Дэвид Баррет         | Эдвард Китсис и Адам Хоровиц                | 11 декабря 2011 | 8,91                |
| 8       | 8          | «Desperate Souls» «Отчаявшиеся души»                        | Майкл Ваксман        | Эдвард Китсис и Адам Хоровиц                | 8 января 2012   | 10,35               |
| 9       | 9          | «True North» «Строго на север»                              | Дин Уайт             | Дэвид Х. Гудман и Лиз Тайглаар              | 15 января 2012  | 9,83                |
| 10      | 10         | «7:15 A.M.» «7:15 до полудня»                               | Ральф Хемекер        | Эдвард Китсис, Адам Хоровиц и Дэниэл Томсен | 22 января 2012  | 9,33                |
| 11      | 11         | «The Fruit of the Poisonous Tree» «Плод ядовитого дерева»   | Брайан Спайсер       | Йен Голдберг и Эндрю Чамблисс               | 29 января 2012  | 10,91               |
| 12      | 12         | «Skin Deep» «Внешность обманчива»                           | Милан Чейлов         | Джейн Эспенсон                              | 12 февраля 2012 | 8,65                |
| 13      | 13         | «What Happened to Frederick» «Что случилось с Фредериком»   | Дин Уайт             | Дэвид Х. Гудман                             | 19 февраля 2012 | 9,84                |
| 14      | 14         | «Dreamy» «Мечтатель»                                        | Дэвид Соломон        | Эдвард Китсис и Адам Хоровиц                | 4 марта 2012    | 10,67               |
| 15      | 15         | «Red-Handed» «Пойман с поличным»                            | Рон Андервуд         | Джейн Эспенсон                              | 11 марта 2012   | 9,29                |
| 16      | 16         | «Heart of Darkness» «Сердце тьмы»                           | Дин Уайт             | Эндрю Чамблис и Йен Голдберг                | 18 марта 2012   | 8,69                |
| 17      | 17         | «Hat Trick» «Трюк со шляпой»                                | Ральф Хемекер        | Владимир Цветко и Дэвид Х. Гудман           | 25 марта 2012   | 8,82                |
| 18      | 18         | «Stable Boy» «Конюх»                                        | Дин Уайт             | Эдвард Китсис и Адам Хоровиц                | 1 апреля 2012   | 8,36                |
| 19      | 19         | «The Return» «Возвращение»                                  | Пол Эдвардс          | Джейн Эспенсон                              | 22 апреля 2012  | 9,08                |
| 20      | 20         | «The Stranger» «Незнакомец»                                 | Гвинет Хордер-Пэйтон | Эндрю Чамблис и Йен Голдберг                | 29 апреля 2012  | 9,20                |
| 21      | 21         | «Apple Red as Blood» «Красное как кровь яблоко»             | Милан Чейлов         | Джейн Эспенсон и Дэвид Х. Гудман            | 6 мая 2012      | 8,95                |
| 22      | 22         | «A Land Without Magic» «Земля без волшебства»               | Дин Уайт             | Эдвард Китсис и Адам Хоровиц                | 13 мая 2012     | 9,66                |

### Сезон 2 (2012-13)
| № общий | № в сезоне | Название                                                       | Режиссёр             | Автор сценария                  | Дата премьеры    | Зрители в США (млн) |
| ------- | ---------- | -------------------------------------------------------------- | -------------------- | ------------------------------- | ---------------- | ------------------- |
| 23      | 1          | «Broken» «Заклятие пало»                                       | Ральф Хемекер        | Эдвард Китсис и Адам Хоровиц    | 30 сентября 2012 | 11,36               |
| 24      | 2          | «We Are Both» «Едины в двух лицах»                             | Дин Уайт             | Джейн Эспенсон                  | 7 октября 2012   | 9,84                |
| 25      | 3          | «Lady of the Lake» «Владычица озера»                           | Милан Чейлов         | Эндрю Чамблис и Йен Голдберг    | 14 октября 2012  | 9,45                |
| 26      | 4          | «The Crocodile» «Крокодил»                                     | Дэвид Соломон        | Дэвид Х. Гудман и Роберт Халл   | 21 октября 2012  | 9,89                |
| 27      | 5          | «The Doctor» «Доктор»                                          | Пол Эдвардс          | Эдвард Китсис и Адам Хоровиц    | 28 октября 2012  | 9,85                |
| 28      | 6          | «Tallahassee» «Таллахасси»                                     | Дэвид Баррет         | Кристин Бойлэн и Джейн Эспенсон | 4 ноября 2012    | 10,15               |
| 29      | 7          | «Child of the Moon» «Дитя Луны»                                | Энтони Хемингуэй     | Эндрю Чамблис и Йен Голдберг    | 11 ноября 2012   | 8,75                |
| 30      | 8          | «Into the Deep» «В глубину»                                    | Рон Андервуд         | Калинда Васкес и Дэниэл Томсен  | 25 ноября 2012   | 8,82                |
| 31      | 9          | «Queen of Hearts» «Червонная королева»                         | Ральф Хемекер        | Эдвард Китсис и Адам Хоровиц    | 2 декабря 2012   | 9,10                |
| 32      | 10         | «The Cricket Game» «Игра в крикет»                             | Дин Уайт             | Дэвид Х. Гудман и Роберт Халл   | 6 января 2013    | 9,10                |
| 33      | 11         | «The Outsider» «Аутсайдер»                                     | Дэвид Соломон        | Эндрю Чамблис и Йен Голдберг    | 13 января 2013   | 8,24                |
| 34      | 12         | «In the Name of the Brother» «Во имя брата»                    | Милан Чейлов         | Джейн Эспенсон                  | 20 января 2013   | 7,68                |
| 35      | 13         | «Tiny» «Кроха»                                                 | Гай Ферланд          | Кристин Бойлэн и Калинда Васкес | 10 февраля 2013  | 7,08                |
| 36      | 14         | «Manhattan» «Манхэттен»                                        | Дин Уайт             | Эдвард Китсис и Адам Хоровиц    | 17 февраля 2013  | 7,61                |
| 37      | 15         | «The Queen Is Dead» «Королева мертва»                          | Гвинет Хордер-Пэйтон | Дэниэл Томсен и Дэвид Х. Гудман | 3 марта 2013     | 7,39                |
| 38      | 16         | «The Miller's Daughter» «Дочь мельника»                        | Ральф Хемекер        | Джейн Эспенсон                  | 10 марта 2013    | 7,64                |
| 39      | 17         | «Welcome to Storybrooke» «Добро пожаловать в Сторибрук»        | Дэвид Баррет         | Йен Голдберг и Эндрю Чамблис    | 17 марта 2013    | 7,45                |
| 40      | 18         | «Selfless, Brave and True» «Самоотверженный, храбрый и верный» | Ральф Хемекер        | Роберт Халл и Калинда Васкес    | 24 марта 2013    | 7,38                |
| 41      | 19         | «Lacey» «Лэйси»                                                | Милан Чейлов         | Эдвард Китсис и Адам Хоровиц    | 21 апреля 2013   | 7,37                |
| 42      | 20         | «The Evil Queen» «Злая Королева»                               | Гвинет Хордер-Пэйтон | Джейн Эспенсон и Кристин Бойлэн | 28 апреля 2013   | 7,16                |
| 43      | 21         | «Second Star to the Right» «Вторая звезда справа»              | Ральф Хемекер        | Эндрю Чамблис и Йен Голдберг    | 5 мая 2013       | 7,50                |
| 44      | 22         | «And Straight On 'til Morning» «И до самого утра»              | Дин Уайт             | Эдвард Китсис и Адам Хоровиц    | 12 мая 2013      | 7,22                |

### Сезон 3 (2013-14)
| № общий | № в сезоне | Название                                                  | Режиссёр             | Автор сценария                  | Дата премьеры    | Зрители в США (млн) |
| ------- | ---------- | --------------------------------------------------------- | -------------------- | ------------------------------- | ---------------- | ------------------- |
| 45      | 1          | «The Heart of Truest Believer» «Сердце истинно верующего» | Ральф Хемекер        | Эдвард Китсис и Адам Хоровиц    | 29 сентября 2013 | 8,52                |
| 46      | 2          | «Lost Girl» «Потерянная девочка»                          | Рон Андервуд         | Эндрю Чемблисс и Калинда Васкес | 6 октября 2013   | 8,00                |
| 47      | 3          | «Quite a Common Fairy» «Самая обычная фея»                | Алекс Закржевский    | Джейн Эспенсон                  | 13 октября 2013  | 7,53                |
| 48      | 4          | «Nasty Habits» «Вредные привычки»                         | Дэвид Бойд           | Дэвид Х. Гудман и Роберт Халл   | 20 октября 2013  | 7,05                |
| 49      | 5          | «Good Form» «Хорошая форма»                               | Джон Эмиел           | Кристин Бойлэн и Дэниэл Томсен  | 27 октября 2013  | 7,23                |
| 50      | 6          | «Ariel» «Ариэль»                                          | Киаран Доннелли      | Эдвард Китсис и Адам Хоровиц    | 3 ноября 2013    | 7,55                |
| 51      | 7          | «Dark Hollow» «Тёмная лощина»                             | Гай Ферленд          | Эндрю Чамблис и Калинда Васкес  | 10 ноября 2013   | 6,71                |
| 52      | 8          | «Think Lovely Thoughts» «Думай о хорошем»                 | Дэвид Соломон        | Дэвид Х. Гудман и Роберт Халл   | 17 ноября 2013   | 6,66                |
| 53      | 9          | «Save Henry» «Спасите Генри»                              | Энди Годдард         | Кристин Бойлэн и Дэниэл Томсен  | 1 декабря 2013   | 6,64                |
| 54      | 10         | «The New Neverland» «Новая Нетландия»                     | Рон Андервуд         | Эндрю Чамблис                   | 8 декабря 2013   | 6,94                |
| 55      | 11         | «Going Home» «Путь домой»                                 | Ральф Хемекер        | Эдвард Китсис и Адам Хоровиц    | 15 декабря 2013  | 6,44                |
| 56      | 12         | «New York City Serenade» «Нью-Йоркская серенада»          | Билли Гирхарт        | Эдвард Китсис и Адам Хоровиц    | 9 марта 2014     | 7,66                |
| 57      | 13         | «Witch Hunt» «Охота на ведьм»                             | Гай Ферленд          | Джейн Эспенсон                  | 16 марта 2014    | 7,47                |
| 58      | 14         | «The Tower» «Башня»                                       | Ральф Хемекер        | Роберт Халл                     | 23 марта 2014    | 6,91                |
| 59      | 15         | «Quiet Minds» «Спокойный характер»                        | Эгиль Эгилссон       | Калинда Васкес                  | 30 марта 2014    | 6,64                |
| 60      | 16         | «It's Not Easy Being Green» «Нелегко быть зелёной»        | Марио Ван Пиблз      | Эндрю Чамблис                   | 6 апреля 2014    | 7,26                |
| 61      | 17         | «The Jolly Roger» «Весёлый Роджер»                        | Эрнест Дикерсон      | Дэвид Х. Гудман                 | 13 апреля 2014   | 6,50                |
| 62      | 18         | «Bleeding Through» «Истекая кровью»                       | Ромео Тироне         | Джейн Эспенсон и Дэниэл Томсен  | 20 апреля 2014   | 5,95                |
| 63      | 19         | «A Curious Thing» «Любопытная вещь»                       | Ральф Хемекер        | Эдвард Китсис и Адам Хоровиц    | 27 апреля 2014   | 6,91                |
| 64      | 20         | «Kansas» «Канзас»                                         | Гвинет Хердер-Пэйтон | Адам Хоровиц и Калинда Васкес   | 4 мая 2014       | 6,69                |
| 65      | 21         | «Snow Drifts» «Снежный занос»                             | Рон Андервуд         | Дэвид Х. Гудман и Роберт Халл   | 11 мая 2014      | 6,80                |
| 66      | 22         | «There's No Place Like Home» «Нет места лучше дома»       | Ральф Хемекер        | Эдвард Китсис и Адам Хоровиц    | 11 мая 2014      | 6,80                |

### Сезон 4 (2014-15)
| № общий | № в сезоне | Название                                             | Режиссёр                     | Автор сценария                  | Дата премьеры    | Зрители в США (млн) |
| ------- | ---------- | ---------------------------------------------------- | ---------------------------- | ------------------------------- | ---------------- | ------------------- |
| 67      | 1          | «A Tale of Two Sisters» «Сказка о двух сёстрах»      | Ральф Хемекер                | Эдвард Китсис и Адам Хоровиц    | 28 сентября 2014 | 9,47                |
| 68      | 2          | «White Out» «Временная слепота»                      | Рон Андервуд                 | Джейн Эспенсон                  | 5 октября 2014   | 8,78                |
| 69      | 3          | «Rocky Road» «Каменистый путь»                       | Морган Беггс                 | Дэвид Х. Гудман и Джером Шварц  | 12 октября 2014  | 7,92                |
| 70      | 4          | «The Apprentice» «Подмастерье»                       | Ральф Хемекер                | Эндрю Чамблис и Дана Хорган     | 19 октября 2014  | 8,07                |
| 71      | 5          | «Breaking Glass» «Разбитое стекло»                   | Олрик Райли                  | Калинда Васкес и Скотт Нимерфо  | 26 октября 2014  | 6,87                |
| 72      | 6          | «Family Business» «Семейное дело»                    | Марио Ван Пиблз              | Калинда Васкес и Эндрю Чамблис  | 2 ноября 2014    | 7,54                |
| 73      | 7          | «The Snow Queen» «Снежная Королева»                  | Билл Джирхарт                | Эдвард Китсис и Адам Хоровиц    | 9 ноября 2014    | 7,42                |
| 7475    | 89         | «Smash the Mirror» «Разбить зеркало»                 | Эгиль Эгилссон Ральф Хемекер | Дэвид Х. Гудман и Джером Шварц  | 16 ноября 2014   | 6,80                |
| 76      | 10         | «Fall» «Падение»                                     | Марио Ван Пиблз              | Джейн Эспенсон                  | 30 ноября 2014   | 6,43                |
| 77      | 11         | «Shattered Sight» «Обман зрения»                     | Гвинет Хердер-Пэйтон         | Скотт Нимерфро и Це Чун         | 7 декабря 2014   | 6,20                |
| 78      | 12         | «Heroes and Villains» «Герои и злодеи»               | Ральф Хемекер                | Эдвард Китсис и Адам Хоровиц    | 14 декабря 2014  | 5,69                |
| 79      | 13         | «Darkness on the Edge of Town» «Тьма на краю города» | Джон Эмиел                   | Эдвард Китсис и Адам Хоровиц    | 1 марта 2015     | 6,66                |
| 80      | 14         | «Unforgiven» «Непрощённый»                           | Адам Хоровиц                 | Калинда Васкес и Эндрю Чамблис  | 8 марта 2015     | 6,72                |
| 81      | 15         | «Enter the Dragon» «Пришествие Дракона»              | Ральф Хемекер                | Дэвид Х. Гудман и Джером Шварц  | 15 марта 2015    | 5,88                |
| 82      | 16         | «Poor Unfortunate Soul» «Несчастная душа»            | Стив Перлман                 | Эндрю Чамблис и Дана Хорган     | 22 марта 2015    | 5,79                |
| 83      | 17         | «Best Laid Plans» «Наилучшие планы»                  | Рон Андервуд                 | Калинда Васкес и Джейн Эспенсон | 29 марта 2015    | 5,48                |
| 84      | 18         | «Heart of Gold» «Сердце Голда»                       | Билли Гирхарт                | Скотт Нимерфро и Це Чун         | 15 апреля 2015   | 5,17                |
| 85      | 19         | «Sympathy for the De Vil» «Сочувствие к Де Виль»     | Ромео Тирони                 | Дэвид Х. Гудман и Джером Шварц  | 19 апреля 2015   | 5,12                |
| 86      | 20         | «Lily» «Лили»                                        | Ральф Хемекер                | Эндрю Чамблис и Дана Хорган     | 26 апреля 2015   | 5,21                |
| 87      | 21         | «Mother» «Мама»                                      | Рон Андервуд                 | Джейн Эспенсон                  | 3 мая 2015       | 5,31                |
| 8889    | 2223       | «Operation Mongoose» «Операция „Мангуст“»            | Ромео Тирони Ральф Хемекер   | Эдвард Китсис и Адам Хоровиц    | 10 мая 2015      | 5,51                |

### Сезон 5 (2015-16)
| № общий | № в сезоне | Название                                       | Режиссёр             | Автор сценария                  | Дата премьеры    | Зрители в США (млн) |
| ------- | ---------- | ---------------------------------------------- | -------------------- | ------------------------------- | ---------------- | ------------------- |
| 90      | 1          | «The Dark Swan» «Тёмная Свон»                  | Рон Андервуд         | Эдвард Китсис и Адам Хоровиц    | 27 сентября 2015 | 5,93                |
| 91      | 2          | «The Price» «Цена»                             | Ромео Тироне         | Эндрю Чамблис и Дана Хорган     | 4 октября 2015   | 5,38                |
| 92      | 3          | «Siege Perilous» «Гибельное седалище»          | Ральф Хемекер        | Джейн Эспенсон                  | 11 октября 2015  | 5,28                |
| 93      | 4          | «The Broken Kingdom» «Разрушенное королевство» | Олрик Райли          | Дэвид Х. Гудман и Джером Шварц  | 18 октября 2015  | 4,92                |
| 94      | 5          | «Dreamcatcher» «Ловец снов»                    | Ромео Тироне         | Эдвард Китсис и Адам Хоровиц    | 25 октября 2015  | 5,12                |
| 95      | 6          | «The Bear and the Bow» «Медведь и лук»         | Ральф Хемекер        | Эндрю Чамблис и Це Чун          | 1 ноября 2015    | 4,83                |
| 96      | 7          | «Nimue» «Нимуэ»                                | Ромео Тироне         | Джейн Эспенсон                  | 8 ноября 2015    | 4,88                |
| 97      | 8          | «Birth» «Рождение»                             | Эгиль Эгилссон       | Дэвид Х. Гудман и Джером Шварц  | 15 ноября 2015   | 4,85                |
| 98      | 9          | «The Bear King» «Медвежий король»              | Джеффри Хилдрю       | Эндрю Чамблис                   | 15 ноября 2015   | 4,85                |
| 99      | 10         | «Broken Heart» «Разбитое сердце»               | Ромео Тироне         | Дана Хорган и Це Чун            | 29 ноября 2015   | 4,38                |
| 100     | 11         | «Swan Song» «Лебединая песня»                  | Гвинет Хордер-Пэйтон | Эдвард Китсис и Адам Хоровиц    | 6 декабря 2015   | 4,56                |
| 101     | 12         | «Souls of the Departed» «Души усопших»         | Ральф Хемекер        | Эдвард Китсис и Адам Хоровиц    | 6 марта 2016     | 4,01                |
| 102     | 13         | «Labor of Love» «Усилия любви»                 | Билли Гирхарт        | Эндрю Чамблис и Дана Хорган     | 13 марта 2016    | 4,31                |
| 103     | 14         | «Devil's Due» «Сделка с Дьяволом»              | Олрик Райли          | Джейн Эспенсон                  | 20 марта 2016    | 3,54                |
| 104     | 15         | «The Brothers Jones» «Братья Джонс»            | Эгиль Эгилссон       | Дэвид Х. Гудман и Джером Шварц  | 27 марта 2016    | 3,51                |
| 105     | 16         | «Our Decay» «Наш крах»                         | Стив Перлман         | Це Чун и Дана Хорган            | 3 апреля 2016    | 3,78                |
| 106     | 17         | «Her Handsome Hero» «Её прекрасный герой»      | Ромео Тироне         | Джером Шварц                    | 10 апреля 2016   | 3,75                |
| 107     | 18         | «Ruby Slippers» «Рубиновые башмачки»           | Эрик Ла Саль         | Эндрю Чамблис и Билл Волкофф    | 17 апреля 2016   | 3,76                |
| 108     | 19         | «Sisters» «Сёстры»                             | Ромео Тироне         | Дэвид Х. Гудман и Бриджит Хэйлс | 24 апреля 2016   | 3,85                |
| 109     | 20         | «Firebird» «Феникс»                            | Рон Андервуд         | Джейн Эспенсон                  | 1 мая 2016       | 3,77                |
| 110     | 21         | «Last Rites» «Последний обряд»                 | Крэйг Пауэлл         | Джером Шварц                    | 8 мая 2016       | 3,75                |
| 111     | 22         | «Only You» «Только ты»                         | Ромео Тироне         | Дэвид Х. Гудман и Эндрю Чамблис | 15 мая 2016      | 4,07                |
| 112     | 23         | «An Untold Story» «Не рассказанная история»    | Дин Уайт             | Эдвард Китсис и Адам Хоровиц    | 15 мая 2016      | 4,07                |

### Сезон 6 (2016-17)
| № общий | № в сезоне | Название                                           | Режиссёр                  | Автор сценария                   | Дата премьеры    | Зрители в США (млн) |
| ------- | ---------- | -------------------------------------------------- | ------------------------- | -------------------------------- | ---------------- | ------------------- |
| 113     | 1          | «The Savior» «Спаситель»                           | Эгиль Эгилссон            | Эдвард Китсис и Адам Хоровиц     | 25 сентября 2016 | 3,99                |
| 114     | 2          | «A Bitter Draught» «Горький осадок»                | Рон Андервуд              | Эндрю Чамблис и Дана Хорган      | 2 октября 2016   | 3,72                |
| 115     | 3          | «The Other Shoe» «Другая туфелька»                 | Стив Перлман              | Джейн Эспенсон и Джером Шварц    | 9 октября 2016   | 4,11                |
| 116     | 4          | «Strange Case» «Странный случай»                   | Олрик Райли               | Дэвид Х. Гудмен и Нельсон Солер  | 16 октября 2016  | 3,53                |
| 117     | 5          | «Street Rats» «Уличные крысы»                      | Норман Бакли              | Эдвард Китсис и Адам Хоровиц     | 23 октября 2016  | 3,40                |
| 118     | 6          | «Dark Waters» «Тёмные воды»                        | Роберт Дункан             | Эндрю Чамблис и Бриджит Хэйлс    | 30 октября 2016  | 3,06                |
| 119     | 7          | «Heartless» «Бессердечные»                         | Ральф Хемекер             | Джейн Эспенсон                   | 6 ноября 2016    | 3,56                |
| 120     | 8          | «I'll Be Your Mirror» «Я буду твоим зеркалом»      | Дженнифер Линч            | Джером Шварц и Ли Фонг           | 13 ноября 2016   | 3,40                |
| 121     | 9          | «Changelings» «Подменыши»                          | Мэйрзи Алмас              | Дэвид Х. Гудман и Брайан Ридингс | 27 ноября 2016   | 3,28                |
| 122     | 10         | «Wish You Were Here» «Хочу, чтоб ты был здесь»     | Рон Андервуд              | Эдвард Китсис и Адам Хоровиц     | 4 декабря 2016   | 3,27                |
| 123     | 11         | «Tougher Than The Rest» «Выносливее остальных»     | Билли Гирхарт             | Эдвард Китсис и Адам Хоровиц     | 5 марта 2017     | 3,03                |
| 124     | 12         | «Murder Most Foul» «Самое гнусное убийство»        | Морган Беггс              | Джейн Эспенсон и Джером Шварц    | 12 марта 2017    | 3,06                |
| 125     | 13         | «Ill-Boding Patterns» «Дурной пример»              | Рон Андервуд              | Эндрю Чамблис и Дана Хорган      | 19 марта 2017    | 2,71                |
| 126     | 14         | «Page 23» «Страница 23»                            | Кейт Вудс                 | Дэвид Х. Гудман и Бриджит Хэйлс  | 26 марта 2017    | 2,85                |
| 127     | 15         | «A Wondrous Place» «Чудесное место»                | Стив Перлман              | Джейн Эспенсон и Джером Шварц    | 2 апреля 2017    | 2,80                |
| 128     | 16         | «Mother's Little Helper» «Маленький помощник мамы» | Билли Гирхарт             | Эдвард Китсис и Адам Хоровиц     | 9 апреля 2017    | 2,60                |
| 129     | 17         | «Awake» «Пробуждение»                              | Шарат Раджу               | Эндрю Чамблис и Ли Фонг          | 16 апреля 2017   | 2,51                |
| 130     | 18         | «Where Bluebirds Fly» «Где летают синие птицы»     | Майкл Шульц               | Дэвид Х. Гудман и Бриджит Хэйлс  | 23 апреля 2017   | 2,69                |
| 131     | 19         | «The Black Fairy» «Чёрная Фея»                     | Олрик Райли               | Джером Шварц и Дана Хорган       | 30 апреля 2017   | 3,05                |
| 132     | 20         | «The Song In Your Heart» «Песня в твоём сердце»    | Рон Андервуд              | Дэвид Х. Гудман и Эндрю Чамблис  | 7 мая 2017       | 2,87                |
| 133134  | 2122       | «The Final Battle» «Последняя битва»               | Стив ПерлманРальф Хемекер | Эдвард Китсис и Адам Хоровиц     | 14 мая 2017      | 2,95                |

### Сезон 7 (2017-18)
| № общий | № в сезоне | Название                                                  | Режиссёр           | Автор сценария                  | Дата премьеры   | Зрители в США (млн) |
| ------- | ---------- | --------------------------------------------------------- | ------------------ | ------------------------------- | --------------- | ------------------- |
| 135     | 1          | «Гиперион Хайтс» «Hyperion Heights»                       | Ральф Хемекер      | Эдвард Китсис и Адам Хоровиц    | 6 октября 2017  | 3,26                |
| 136     | 2          | «Жизнь пирата» «'A Pirate's Life'»                        | Тара Николь Уир    | Джейн Эспенсон и Джером Шварц   | 13 октября 2017 | 2,74                |
| 137     | 3          | «Сад расходящихся тропинок» «The Garden of Forking Paths» | Рон Андервуд       | Дэвид Х. Гудмен и Бриджит Хэйлс | 20 октября 2017 | 2,49                |
| 138     | 4          | «Красавица» «Beauty»                                      | Мик Гаррис         | Дана Хорган и Ли Фонг           | 27 октября 2017 | 2,44                |
| 139     | 5          | «Лягушки» «Greenbacks»                                    | Джеффри Хилдрю     | Кристофер Холлиер и Адам Карп   | 3 ноября 2017   | 2,29                |
| 140     | 6          | «Тревожный звоночек» «Wake Up Call»                       | Шарат Раджу        | Джером Шварц и Джейн Эспенсон   | 10 ноября 2017  | 2,37                |
| 141     | 7          | «Элоиза Гарднер» «Eloise Gardener»                        | Алекс Калимниос    | Дэвид Х. Гудмен и Бриджит Хэйлс | 17 ноября 2017  | 2,28                |
| 142     | 8          | «Красотка в голубом» «Pretty In Blue»                     | Ральф Хемекер      | Дана Хорган и Ли Фонг           | 17 ноября 2017  | 2,28                |
| 143     | 9          | «Слезинка» «One Little Tear»                              | Стив Перлман       | Кристофер Холлиер и Адам Карп   | 8 декабря 2017  | 2,45                |
| 144     | 10         | «Восьмая ведьма» «The Eighth Witch»                       | Ральф Хемекер      | Джейн Эспенсон и Джером Шварц   | 15 декабря 2017 | 2,29                |
| 145     | 11         | «Таинственный сад» «Secret Garden»                        | Мик Гаррис         | Эдвард Китсис и Адам Хоровиц    | 2 марта 2018    | 2,14                |
| 146     | 12         | «Вкус Хайтс» «A Taste Of The Heights»                     | Нина Лопес-Коррадо | Дэвид Х. Гудмен и Бриджит Хэйлс | 9 марта 2018    | 2,22                |
| 147     | 13         | «Рыцарь пал» «Knightfall»                                 | Стив Майнер        | Джером Шварц и Мигель Иан Рая   | 16 марта 2018   | 2,38                |
| 148     | 14         | «Девушка в башне» «The Girl In The Tower»                 | Антонио Негрет     | Дана Хорган и Ли Фонг           | 23 марта 2018   | 2,11                |
| 149     | 15         | «Сестринство» «Sisterhood»                                | Эллен С. Прессман  | Кристофер Холлиер и Адам Карп   | 30 марта 2018   | 2,03                |
| 150     | 16         | «Хлебные крошки» «Breadcrumbs»                            | Рон Андервуд       | Джейн Эспенсон и Джером Шварц   | 6 апреля 2018   | 2,15                |
| 151     | 17         | «Избранный» «Chosen»                                      | Лана Паррия        | Пол Карп и Брайан Райдингс      | 13 апреля 2018  | 2,18                |
| 152     | 18         | «Хранитель» «The Guardian»                                | Джеффри Хилдрю     | Дэвид Х. Гудмен и Бриджит Хэйлс | 20 апреля 2018  | 2,12                |
| 153     | 19         | «Дитя цветов» «Flower Child»                              | Тесса Блэйк        | Эдвард Китсис и Адам Хоровиц    | 27 апреля 2018  | 1,98                |
| 154     | 20         | «Это Генри Миллс?» «Is This Henry Mills?»                 | Рон Андервуд       | Дана Хорган и Ли Фонг           | 4 мая 2018      | 1,98                |
| 155     | 21         | «Возвращение домой» «Homecoming»                          | Стив Перлман       | Дэвид Х. Гудмен                 | 11 мая 2018     | 2,26                |
| 156     | 22         | «Покидая Сторибрук» «Leaving Storybrooke»                 | Ральф Хемекер      | Эдвард Китсис и Адам Хоровиц    | 18 мая 2018     | 2,27                |

## Специальные выпуски
| № | Название | Рассказчик         | Эфир между сериями                                                     | Дата премьеры    | Зрители в США (млн) |
| --- | --- | ------------------ | ---------------------------------------------------------------------- | ---------------- | ------------------- |
| 1 | «Magic Is Coming» «Да будет магия»                                                                                  | Джанкарло Эспозито | «Земля без волшебства» (серия 22) «Заклятье пало» (серия 23)           | 30 сентября 2012 | 6,04                |
| Краткий обзор первого сезона с комментариями о событиях сезона, о героях сериала, об их поступках и об их мотивах. Что послужило началом? Прибытие Эммы Свон в Сторибрук и её судьба как Спасителя города от проклятия Злой Королевы. Как это отразилось на всех? Обратная сторона историй персонажей и раскрытие их тайн. Что толкнуло героев совершить эти поступки? Какие цели они преследовали, и что получили в итоге? Создатели сериала помогут разобраться в тайнах первого сезона.                                                                   | |                    |                                                                        |                  |                     |
| 2 | «The Price of Magic» «Цена Магии»                                                                                   | Алан Дэйл          | «Самоотверженный, храбрый и верный» (серия 40) «Лэйси» (серия 41)      | 14 апреля 2013   | 5,17                |
| Краткий обзор второго сезона с комментариями о событиях сезона, о героях сериала, об их поступках и об их мотивах. Какой перед ними лежал выбор? Почему они поступили так? Что они чувствовали в этих ситуациях? Создатели сериала помогут в этом разобраться. | |                    |                                                                        |                  |                     |
| 3 | «Journey To Neverland» «Путешествие в Нетландию»                                                                    | Альфред Молина     | «До утра» (серия 44) «Сердце того, кто верит» (серия 45)               | 29 сентября 2013 | 5,07                |
| Создатели сериала приглашают новых и прежних зрителей, чтобы по-новому взглянуть на захватывающее приключение. Выпуск поможет новым зрителям разобраться в сериале, но и нынешние фаны откроют кое-что для себя в преддверии волнующей премьеры третьего сезона. Спецвыпуск рассмотрит много интересных, захватывающих, а также непонятных моментов второго сезона. Предыстории и секреты некоторых из персонажей так же будут раскрыты. Спецвыпуск даст нам возможность заглянуть в предстоящий третий сезон — путешествие в Нетландию, для спасения Генри. | |                    |                                                                        |                  |                     |
| 4 | «Wicked Is Coming» «Злая Ведьма приближается»                                                                       | Дэн Стивенс        | «Путь домой» (серия 55) «Нью-Йоркская серенада» (серия 56)             | 9 марта 2014     | 4,44                |
| 5 | «Storybrooke Has Frozen Over» «Замерший Сторибрук»                                                                  | Джон Рис-Дэвис     | «Нет места лучше дома» (серия 66) «Сказка о двух сёстрах» (серия 67)   | 28 сентября 2014 | 5,05                |
| 6 | «Secrets of Storybrooke» «Тайны Сторибрука»                                                                         | Дженнифер Моррисон | «Герои и злодеи» (серия 78) «Тьма у границы города» (серия 79)         | 1 марта 2015     | 4,45                |
| 7 | «Dark Swan Rises: A Once Upon a Time Fan Celebration» «Тёмная Свон грядёт: Праздник для фанатов „Однажды в сказке“» | Говард Паркер      | «Операция „Мангуст“» (серии 88 и 89) «Тёмная Свон» (серия 90)          | 27 сентября 2015 | 3,20                |
| 8 | «Evil Reigns Once More» «Зло воцарится снова»                                                                       | Говард Паркер      | «Не рассказанная история» (серия 112) «Спаситель» (серия 113)          | 25 сентября 2016 | 2,86                |
| 9 | «The Final Battle Begins» «Начало последней битвы»                                                                  | Говард Паркер      | «Песня в твоём сердце» (серия 132) «Последняя битва» (серии 133 и 134) | 14 мая 2017      | 2,82                |